# ناوار (نیو اورلئان)
ناوار (به انگلیسی: Navarre) یک منطقهٔ مسکونی در ایالات متحده آمریکا است که در لوئیزیانا واقع شده‌است. ناوار ۱٬۲۱۰ نفر جمعیت دارد و ۰٫۰ متر بالاتر از سطح دریا واقع شده‌است.